# كروتاميتون
كروتاميتون هو دواء الذي يستخدم لكلا الإصابتين ك مضاد للجرب (لعلاج الجرب ) و ك مضاد للحكة (دواء مهدئ للحكة ). هو مستحضر لوصفة مسندة طبيا الذي يطبق لكافة أرجاء الجسم للتخلص من طفيليات الجرب التي تختبئ تحت الجلد و تسبب الحكة.

## الاستخدام
لمعالجة الجرب، كروتاميتون يجب أن يطبق لكافة أنحاء الجسم بدلا من منطقة موضعية. يطبق الدواء 2 إلى 3 مرات، مع وجود 24 ساعة تأخير ما بين كل تطبيقة للدواء، ويجب على المريض أن لا يستحم إلا بعد 24 ساعة. للأطفال تحت 3 سنوات يطبق الدواء مرة يوميا. كروتاميتون يمكن أن يستعمل أيضا لمعالجة الحكة الناجمة عن أسباب أخرى، ومثال على ذلك ,الحشرات اللاسعة (القارصة),في هذه الحالة يجب أن يطبق الدواء فقط على منطقة الحكة، ويكرر للضرورة بعد 4 إلى 8 ساعات. الاستخدام بالقرب من العين، أو الجلد المجروح ( المتهيج ) ,يجب أن يتفادى.

## علم الأدوية
إن آلية عمل الكروتاميتون مجهولة، على أية حالة هو سام لقمل الجرب..

## حركيات الدواء
بعد التطبيق الموضعي، كروتاميتون سوف يمتص بصورة منتظمة. العمر النصفي لإزالة الدواء هو 30.9 ساعة و 4.8-8.8% سوف يتم طرحه في البول.

## الأثار الجانبية
إن أكثر الأثار الجانبية للكروتاميتون هو تهيج الجلد.

## الاسم التجاري
كروتاميتون مسوق تحت الاسم التجاري (Eurax)، الذي صنع بمختبرات Ranbaxy في الولايات المتحدة الأمريكية، وNovartis في المملكة المتحدة، وEuracin الذي صنع من قبل الصليب الأخضر في كوريا الجنوبية. في ألمانيا، سوق تحت العلامة التجارية Crotamitex. في الهند يباع ك Eurax من قبل مختبرات رانباكسي.